# 정봉욱

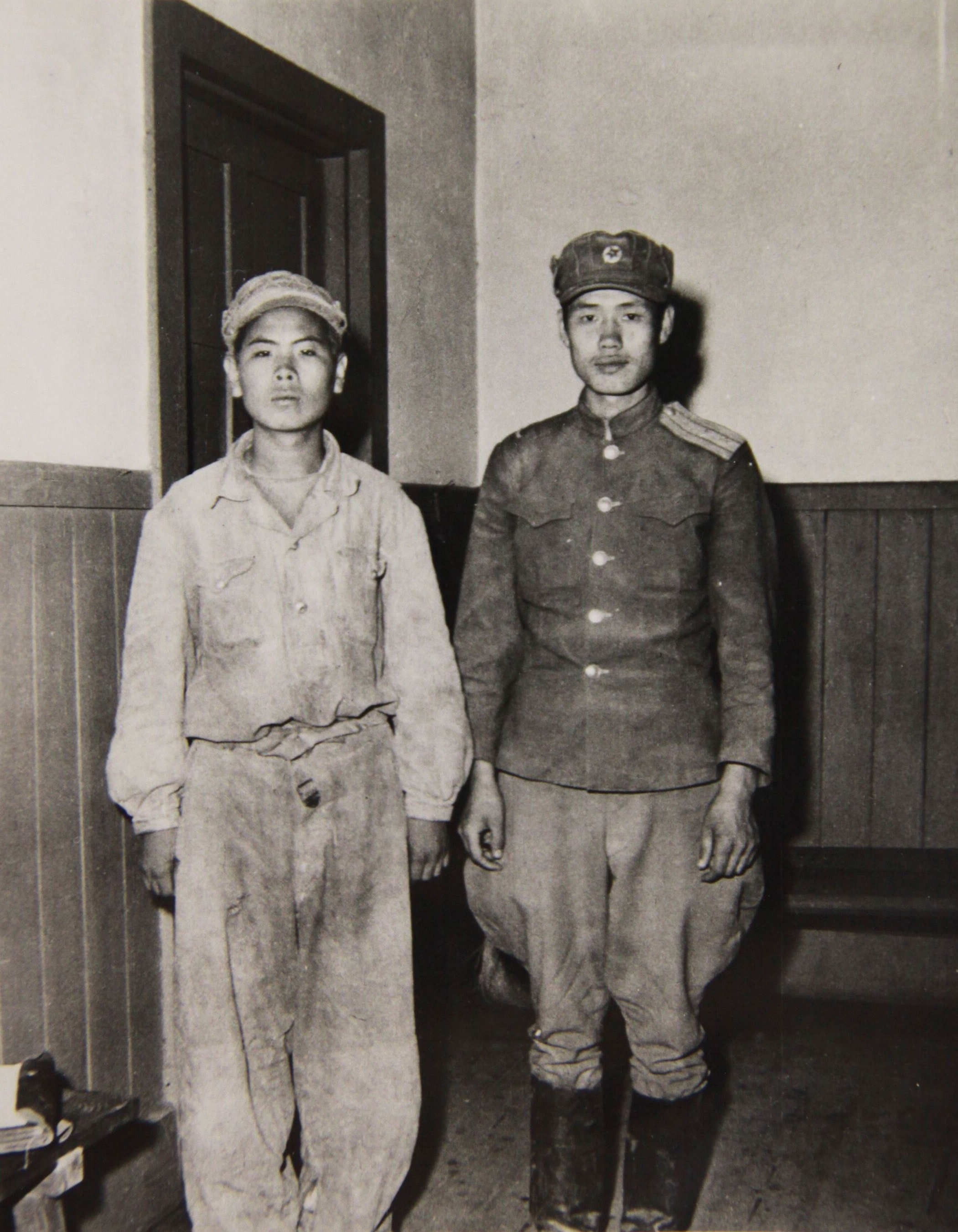
당번병 김유각(左)과 함께 투항한 정봉욱 중좌(右)

정봉욱(鄭鳳旭, 1924년 ~ 2018년)은 조선인민군 출신의 대한민국 육군 장교이다.
한국전쟁 당시 조선인민군 육군 포병대 중좌로 참전하였다가, 다부동 전투 중에 항명하고 국군에 투항하였다. 이후 대한민국 육군 중령으로 특별 임관하여 대한민국 장교로 군생활을 이어나갔고, 준장으로 진급한 후 제 18대 7 보병사단장을 역임했으며, 소장으로 진급하여 초대 육군3사관학교장과 육군 제 2 훈련소(現 육군훈련소)장을 역임하고 전역하였다. 전역 이후 비상기획위원회 부위원장을 역임하였으며, 2018년 타계하여 국립대전현충원에 안장되었다.